# Палмейрайс
Палмейрайс (порт. Palmeirais) — муниципалитет в Бразилии, входит в штат Пиауи. Составная часть мезорегиона Северо-центральная часть штата Пиауи. Входит в экономико-статистический микрорегион Медиу-Парнаиба-Пиауиенси. Население составляет 13 745 человек на 2010 год. Занимает площадь 1499,179 км². Плотность населения — 9,17 чел./км².

## Демография
Согласно сведениям, собранным в ходе переписи 2010 г. Национальным институтом географии и статистики (IBGE), население муниципалитета составляет:
| Полное население                               | Полное население                               | Полное население                               | Полное население                               | 13 745 |
| ---------------------------------------------- | ---------------------------------------------- | ---------------------------------------------- | ---------------------------------------------- | ------ |
| в том числе:                                   | Городское население                            | 5342                                           | Процент городского населения, %                | 38,87  |
|                                                | Сельское население                             | 8403                                           | Процент сельского населения, %                 | 61,13  |
|                                                | Мужское население                              | 6781                                           | Процент мужского населения, %                  | 49,33  |
|                                                | Женское население                              | 6964                                           | Процент женского населения, %                  | 50,67  |
| Плотность населения, чел/км²                   | Плотность населения, чел/км²                   | Плотность населения, чел/км²                   | Плотность населения, чел/км²                   | 9,17   |
| Население муниципалитета в % к населению штата | Население муниципалитета в % к населению штата | Население муниципалитета в % к населению штата | Население муниципалитета в % к населению штата | 0,44   |

По данным оценки 2016 года, население муниципалитета составляет 14 206 жителей.

## Статистика
- Валовой внутренний продукт на 2003 год составляет 19 234 938,00 реалов (данные: Бразильский институт географии и статистики).
- Валовой внутренний продукт на душу населения на 2003 год составляет 1536,46 реалов (данные: Бразильский институт географии и статистики).
- Индекс развития человеческого потенциала на 2000 год составляет 0,587 (данные: Программа развития ООН).